# Licht visstaartje
Het licht visstaartje (Nola aerugula) is een nachtvlinder uit de familie van de visstaartjes (Nolidae). 

## Beschrijving
De voorvleugellengte bedraagt 8 tot 9 millimeter. De tekening van deze kleine vlinder is variabel. Er zijn donkere exemplaren met contrastrijke tekening, en ook lichte met kleine donkere velden en vegen. 

## Waardplanten
Het licht visstaartje gebruikt vooral klaver en gewone rolklaver, maar daarnaast ook berk, wilg en populier als waardplanten. De rups is te vinden van augustus tot juni en overwintert. De verpopping vindt plaats in een cocon, die ofwel in de strooisellaag ligt, of laag boven de grond aan de waarplant is gehecht.

## Voorkomen
Het licht visstaartje komt voor van Europa, met uitzondering van het zuiden, tot Japan.

### Voorkomen in Nederland en België
Het licht visstaartje is in Nederland en België een algemene soort. De vlinder kent jaarlijks één generatie die vliegt van halverwege juni tot halverwege augustus.